# Nizina Holenderska
Nizina Holenderska – nizina położona w Europie Zachodniej, część Niziny Środkowoeuropejskiej.
60% powierzchni Holandii znajduje się na Nizinie Holenderskiej. 25% tej niziny to depresje.
Najwyższy punkt na tej nizinie to Vaalbereg – 322 m n.p.m.
Najniższy to Aleksandra – -6,6 m p.p.m.